# Marègesdam
De Marègesdam is een stuwdam in de Dordogne. De dam is van het type boogdam en ligt vier kilometer ten zuidoosten van Liginiac in het Franse departement Corrèze. 
De dam werd gebouwd tussen 1932 en 1935 door het spoorwegbedrijf Compagnie des Chemins de fer du Midi. Het primaire doel van de dam is het genereren van hydraulische elektriciteit en de originele waterkrachtcentrale bevatte vier Francisturbine-generatoren. De dam en de elektriciteitscentrale werden gebouwd om Frankrijk te helpen minder afhankelijk te worden van de kostbare import van energiebronnen na de Eerste Wereldoorlog. De vijfde Francisturbine-generator, met een vermogen van 122 MW, in de Saint Pierre-centrale gelegen op de linkeroever van de rivier werd in gebruik gesteld in 1988. 
De dam was ontworpen door André Coyne en in de constructie waren een aantal innovatieve kenmerken opgenomen waaronder een skischans noodoverlaat, de juiste opbouw verankerd met een voorgespannen kabel en bewaakt met geluidssignalen en een nieuw kistdamontwerp.